# Balin
Balin er en fiktiv person i J.R.R. Tolkiens roman Hobbitten, hvor han er en vigtig figur. Han nævnes også i Ringenes herre-trilogi. Balin er Gimlis fætter og var leder af Morias miner. Han faldt under slaget mod goblinerne.